# Kössen
Kössen je obec v Rakousku ve spolkové zemi Tyrolsko v okrese Kitzbühel. Žije zde přibližně 4 500 obyvatel.

## Poloha
Obec se nachází v severní části údolí Leukental v regionu Kaiserwinkl v široké kotlině mezi Chiemgauskými Alpami na severu a pohořím Kaisergebirge na jihu, na soutoku řek Großache, Kohlenbach a Weißenbach. Na severu je tato kotlina uzavřena soutěskou Entenlochklamm (Antenloch).  Přes klobensteinský poutní kostel vede roklí do Schlechingu stará pašerácká cesta. Vzhledem ke své poloze na řece Großache, která má velké povodí, a přilehlému úseku soutěsky se Kössen několikrát stal obětí velkých povodní, naposledy v roce 2013. V geologii je podle obce pojmenováno Kössenské souvrství.
Katastrální území obce má rozlohu 69,4 km², z toho 25,5 % připadá na zemědělskou půdu, 1,4 % na zahrady, 51,5 % na lesy a 14,1 % na horské louky. Z celkové plochy je 33 % osídleno.

### Části obce
Obec se skládá z různých vesnic a farem. Severní a východní hranice obce tvoří zároveň 20,2 km dlouhou hranici s Bavorskem.
Osady se jmenují Achenweg, Alleestraße, Am See, Außerkapelle, Bichlach, Blaik, Durchen, Dorf, Erlau, Erlengrund, Fritzing, Gundharting, Hütte, Hüttfeldstraße, Kranebittau, Kaltenbach, Klobensteinerstraße, Kranzach, Loferberg, Leitwang, Lendgasse, Moosen, Mooslenz, Moserbergweg, Mühlbachweg, Mühlberg, Niederachen, Oberbichlach, Ried, Schinterwinkl, Schwandorf, Staffen, Steinbruchweg, Thurnbichl, Waidach, Wiesenweg.

### Sousední obce
| Schleching | Unterwössen        | Reit im Winkl |
| Walchsee   |                    | Waidring      |
| Schwendt   | Kirchdorf in Tirol |               |

## Historie
Vesnice byla osídlena přibližně před 5000 lety a od té doby je obchodním centrem. Přes údolní průsmyk Klobenstein (673 m n. m.), který se nachází severně od obce, vznikla důležitá cesta mezi okolními vesnicemi Kössenu a bavorským městem Aschau. Nález sekery z doby bronzové dokládá rané využívání této cesty. Název Kössen pochází ze slova kezzin a znamená něco jako kotel. První písemná zmínka o obci je v kopiáři z kláštera Herrenchiemsee z let 1180–1188, kde je uvedena jako Chessen. Z hlediska církevní historie počátky obce sahají až do 8. století. Od 10. století patřilo asi 144 statků na území dnešní obce klášteru Frauenchiemsee.

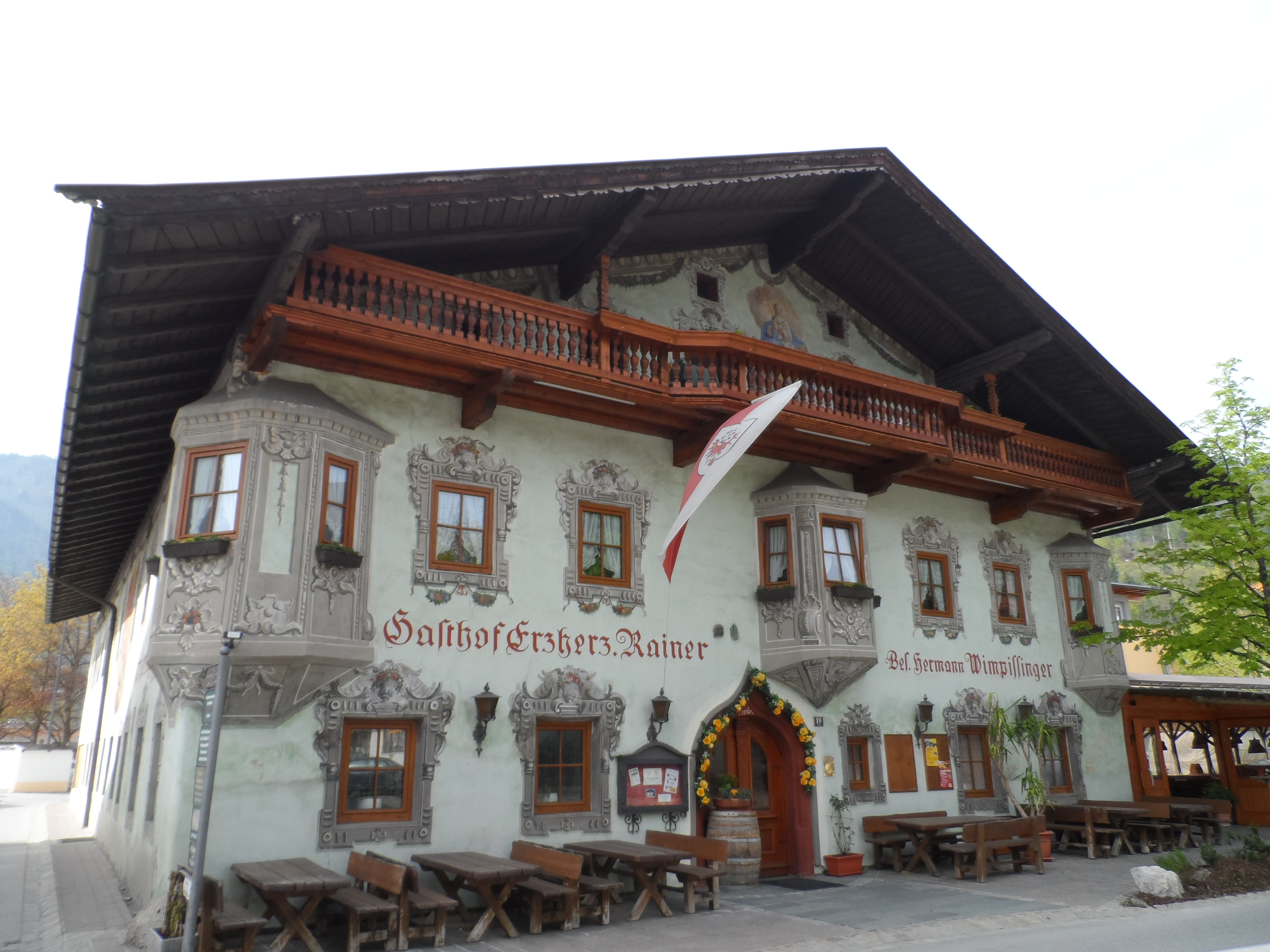
Gasthaus Erzherzog Rainer

Díky cestě přes průsmyk, která vedla podél vesnických domů, byly brzy postaveny hostince. Gasthof Erzherzog Rainer, postavený v roce 1587 v gotickém slohu, existuje dodnes.
V mnoha oblastech Tyrolska byla důležitá také těžba rud. V Kössenu se těžilo olovo a železo. V roce 1549 byla založena Kössentaler Berg- und Schmelzwerkshandel (Kössenská hornická a hutnická živnost), která se specializovala na zpracování rud. Kromě toho byla v kössenské čtvrti Hütte provozována huť, která byla v provozu až do 19. století. Kromě toho se zde průmyslově vyráběl drát, ale výroba byla ukončena kolem roku 1880. Kössen se tak stal opět čistě zemědělskou obcí.
Po druhé světové válce se zde rozvinul cestovní ruch, který je dnes jedním z nejdůležitějších zdrojů příjmů. Kössen získal zvláštní význam jako průkopnické místo pro závěsné létání, když se zde konalo 1. mistrovství světa v alpském závěsném létání (1975) a 1. mistrovství světa v paraglidingu v roce 1989. V roce 1976 zde byla také oficiálně schválena 1. rakouská civilní letecká škola pro závěsné létání.

## Znak
Blason:  Štít je stříbrno-červeně dělený a v něm jsou dva zkřížené a stonkové leknínové listy ve smíšených barvách.
Znak byl obci Kössen udělen 17. října 1957. Leknínové listy pocházejí z erbu benediktinského kláštera Frauenchiemsee, který měl v Kössenu rozsáhlé majetky.